# Ațintiș (gmina)
Ațintiș – gmina w Rumunii, w okręgu Marusza. Obejmuje miejscowości Ațintiș, Botez, Cecălaca, Iștihaza, Maldaoci i Sâniacob. W 2011 roku liczyła 1575 mieszkańców.